# 広島市立伴南小学校
広島市立伴南小学校（ひろしましりつ ともみなみしょうがっこう）は、広島県広島市安佐南区伴南一丁目にある公立小学校。

## 概要
広島市安佐南区北西部、ひろしま西風新都に位置する小学校。児童数は957名（2012年4月現在）。

## 沿革
- 2003年（平成15年）4月7日 - 広島市立大塚小学校より分離開設。開設時の児童数140名。同日、第一回入学式挙行（41名）。
- 2017年（平成29年）- 広島市立石内北小学校を分離。

## 学区
- 広島市安佐南区[2]
  - 伴南一丁目～同五丁目
- 広島市佐伯区[3]
  - 石内北一丁目～同二丁目、同五丁目

上記地区はセントラルシティこころにあたる。

## 交通アクセス
- バス - 広電バス、花の季台・こころ団地線「伴南小学校」停留所より徒歩すぐ。

## 周辺施設
- 広島市総合リハビリテーションセンター
- 広島広域公園
- 広島市立大塚小学校
- 広島市立大塚中学校